# Estanhs de Ribereta
Els estanhs de Ribereta és una zona lacustre d'origen glacial situada en el Pirineu axial, a la capçalera del riu Ribereta, formada per tres estanys principals i diversos estanyets menors a la seva vora. Està inclosa a la zona perifèrica del Parc Nacional d'Aigüestortes i Estany de Sant Maurici i pertany al terme municipal de Naut Aran, a la Vall d'Aran. Situada entre el Circ de Colomèrs i el Circ del Montardo, té una orientació nord est i una altitud mitja de 2.374 metres. Forma part de la capçalera de Valarties.

## Descripció i límits
A ponent i a llevant s'eleven dues serres que encaixen els estanys. A l'oest una carena entre el Tuc deth Cap deth Pòrt de Caldes i el Tuc de Ribereta la separa de la Capçalera de Caldes, a l'Alta Ribagorça, i tot seguit la Serra de Ribereta li fa de frontera amb el Circ del Montardo. A l'est la Serra de Ribèra de Ribereta la separa del Circ de Colomèrs.
Al sud, el Port de la Ribereta l'enllaça de forma fàcil amb la Coma del Port de Caldes, també al Circ de Colomèrs. Al nord la sortida es també fàcil, amb la zona de l'estanh de Montcasau al front.
La zona té forma d'un rectangle allargat amb una forta pendent de baixada cap al nord. El punt més alt és el Port de la Ribereta (2.426 metres) i a partir d'aquí descendeix formant esglaons per un terreny força rocós, amb els estanys situats a diferents altituds. El punt més baix és l'estanh de Ribereta de Baish a 2.272 metres. La seva superfície és de 1 quilòmetre quadrat aproximadament.

## Cims, serres i colls
En el sentit de les agulles del rellotge, començant en el punt més al nord i a l'est, es troben els següents elements geogràfics:

### Vessant oriental (E)
Serra de Ribèra de Ribereta. Serra que des del Port de la Ribereta puja ràpidament amb diversos pics, el més alt dels quals assoleix els 2.537 metres. Gira una mica cap a l'oest per descendir cap el coll de Era Passada de Ribereta.

### Vessant meridional (S)
- Port de la Ribereta (2.436 metres). Enllaça la zona dels estanys de Ribereta amb la Coma del Port de Caldes del Circ de Colomèrs. Per la coma hi passa el sender GR-11.
- Tuc deth Cap deth Pòrt de Caldes (2.671,4 metres).

### Vessant occidental (O)
- Tuc de Ribereta (2.676 metres)
- Serra de Ribereta. Al llarg de 850 metres enllaça el Tuc de Ribereta amb el de Sasloses. El seu punt més alt assoleix els 2.600 metres.
- Tuc de Saslòsses (2.530 metres).

### Límit septentrional (N)
Zona de l'estanh de Montcasau, on hi han dos estanys bessons.

## Estanys i Rius
Les seves aigües formen part de la conca del riu de Valarties. La zona conté tres estanys principals:
- Estanh Gelat de Ribereta (2.478 metres). Situat als peus del Tuc de Ribereta.
- Estanh de Ribereta de Naut (2.328 metres)
- Estany de Ribereta de Baish. (2.272,8 metres)

El riu de Ribereta neix dels estanys de la zona. És un afluent del riu Rencules, al qual desaigua uns metres més avall, al peus de les Pales de Père Mingo.